# Agrupament d'Esquerra del País Valencià
Agrupament d'Esquerra del País Valencià (AEPV) fou un grup polític valencià sorgit el febrer de 1982 a partir de la unió del sector fusteranista del PCPV, escindit per la seua incapacitat de valencianitzar el partit, el sector possibilista escindit del PSAN i independents, amb l'objectiu que aplegara a nacionalistes valencians, eurocomunistes, i a individualitats independents, disconformes o heterodoxes expulsades o crítiques amb el Partit Comunista del País Valencià i el PSPV-PSOE.
Es definia com una organització valencianista, democràtica i socialista, i demanava la unitat del nacionalisme i l'esquerra. Per a les eleccions a les Corts Valencianes de 1983 va formar amb el Partit Nacionalista del País Valencià la coalició Unitat del Poble Valencià, que el 1984 va esdevenir finalment un nou partit polític.

## Antecedents

### Crisi delPCPV
En 1979 es va elegir a Ernest García com a Secretari General del Partit Comunista del País Valencià, qui es va imposar per un marge estret de vots a Antonio Palomares, qui representava el sector més ortodox de l'organització i que tenia majoria al comité executiu. El sector afí a Ernest García, on també hi havia Doro Balaguer, Emèrit Bono o Francesc Codonyer, eren de tendència eurocomunista, i partidaris de portar a la pràctica les tesis fusterianes "de construcció de la Nació Catalana", a diferència del sector afí a Antonio Palomares, contraris al fet que el PCPV s'alineara amb els plantejaments fusterians, arribant a adoptar posicions properes al blaverisme. Este sector s'articulava a través de la publicació Trellat, revista que va servir d'altaveu per al sector valencianista del PCPV.
El lideratge d'Ernest García va estar molt qüestionat al si del Partit Comunista, amb diferents desencontres durant el final de la dècada de 1970 i principis de 1980. Així, poc després de les eleccions municipals espanyoles de 1979, el Comité Central del Partit Comunista, controlat pel sector de Palomares, va expulsar a l'alcalde de Sueca, Jaume Lloret, i als cinc regidors, per la seua línia nacionalista. Conseqüentment, es va convocar al Comitè Central, on des del sector aperturista es criticà l'ambigüitat del PCPV amb el procés autonòmic, en un context on parlamentaris comunistes estaven al Consell del País Valencià juntament amb l'UCD que portava a terme una política de caràcter blaver. Després d'un comunicat de dirigents renovadors posicionant-se en contra del Consell Provincial de València del PCPV (de majoria Palomarista), on es va acusar eixe sector d'estalinistes, la crisi va comportar que Ernest García dimitira el 14 de setembre de 1980, ja que tot i ser Secretari General estava en minoria en tots els òrgans del partit.
En novembre de 1981, 192 militants i ex-militants del Partit Comunista del País Valencià, entre els qui es trobava Ernest García, van fer públic un manifest on convocaven a un acte polític on anava a participar Roberto Lertxundi, ex-dirigent comunista basc de tendència nacionalista i renovadora que recentment havia protagonitzat una escissió del PCE. El nou secretari del PCPV, José Galán, va desautoritzar l'acte, i expendientà els qui hi participaren.
El sector renovador, que acabà expulsat, va formar Esquerra Nacionalista amb Doro Balaguer i Ernest Garcia com a cares més visibles, integrant-se a AEPV primer, i a Unitat del Poble Valencià posteriorment, la majoria de la militància d'este sector.

### Crisi delPSAN
També, i paral·lelament durant eixe mateix any 1980, es produeix una escissió al PSAN, l'anomenat PSAN de Blasco, que es materialitzaria durant l'Assemblea de Representants del partit que se celebrà en Vinaròs el 12 i 13 de gener de 1980. Aquell dia se celebraren dos assemblees diferents del PSAN a la mateixa localitat, fet que consuma l'escissió del sector moderat i possibilista encapçalat per Josep Lluís Blasco, que mantindria les sigles durant un temps.
El rerefons de l'escissió el trobem al fracàs del PSAN a les eleccions municipals de 1979, on el partit acabà perdent nuclis i militància. Aleshores Josep Huguet i Francesc Codina impulsaran una línia crítica de caràcter possibilista, menys rupturista, i que es posicionava en contra del seguidisme i mimetisme amb el moviment abertzale d'Euskal Herria. Al País Valencià, va ser Josep Lluís Blasco qui encapçalara els sectors crítics.
El sector escindit vinculat a Josep Lluís Blasco mantindria les sigles del PSAN i estaria vinculat a Nacionalistes d'Esquerra fins que en 1982 funden Agrupament d'Esquerra del País Valencià.

## Història

Logotip d'Agrupament Nacionalista d'Esquerra del País Valencià

L'any 1981, Vicent Ventura, que provenia del PSPV, aleshores ja integrat en el PSOE, i Doro Balaguer, que provenia del Partit Comunista del País Valencià, es van posar d'acord amb Josep Lluís Blasco, que havia protagonitzat una escissió en el PSAN, per tal de crear una formació política d'esquerres al País Valencià, l'Agrupament d'Esquerra del País Valencià.
Entre els participants a l'assemblea constituent del 27 i 28 de febrer de 1982 hi hagué Vicent Ventura, Doro Balaguer, Gustau Muñoz, l'ex-alcalde comunista de Sueca Jaume Lloret i Josep Lluís Blasco. Com a convidats, i a la clausura, participaren Francesc Burguera (PNPV), Valerià Miralles (EUPV) i Ernest García. Doro Balaguer va ser un dels militants més destacats i l'impulsor de les converses que donarien lloc al partit, a més d'aconseguir el suport, que no filiació, de Vicent Ventura.
La nova organització va adoptar en un principi el nom d'Agrupament Nacionalista d'Esquerra del País Valencià, i amb eixe nom celebrà la seua Assemblea Constituent sota el lema "Per una nova esquerra al País Valencià" a finals de febrer de 1982 a la ciutat de València. Els seus membres participaven d'una cultura política clarament esquerrana, i s'identificaven amb el concepte de ruptura amb la cultura política del franquisme que l'esquerra havia defensat majoritàriament fins a l'inici de la transició política espanyola.
La diada del 25 d'abril de 1982 edità un fullet on demanava la unitat del nacionalisme i l'esquerra, unitat que es va produir el mateix any amb el Partit Nacionalista del País Valencià per tal de formar la coalició Unitat del Poble Valencià.